# Grube (Holstein)
Grube település Németországban, Schleswig-Holstein tartományban. Lakosainak száma 1114 fő (2023. december 31.).

## Népesség
A település népességének változása:
| Lakosok száma | 934  | 1022 | 1040 | 1048 | 1049 | 1114 |
|               | 1975 | 2017 | 2019 | 2021 | 2022 | 2023 |